# Suzanne Rogers
Suzanne Rogers, właściwie Suzanne Cecelia Crumpler (ur. 9 lipca 1943 w Minland w stanie Maryland) – amerykańska aktorka. Znana jest przede wszystkim z roli Maggie Horton w operze mydlanej Dni naszego życia, emitowanej przez stację NBC, którą odgrywa nieprzerwanie od 1973.